# Neurohypofyse
De neurohypofyse  of hypofyseachterkwab maakt deel uit van het endocriene systeem. In feite betreft het een verzameling axonale projecties die vanuit de hypothalamus helemaal tot voorbij de adenohypofyse of hypofysevoorkwab lopen. De neurohypofyse bestaat vooral uit projecties van neuronen ofwel axonen die van de nucleus supraopticus en de nucleus paraventricularis van de hypothalamus lopen. Deze axonen scheiden peptidehormonen af in de haarvaten van de hypofysepoortader. Behalve axonen bevat de neurohypofyse ook pituïcyten, speciale gliacellen die lijken op astrocyten.
De neurohypofyse wordt meestal verdeeld in de volgende drie delen:
- De pars nervosa, die het grootste deel van de neurohypofyse vormt en voornamelijk pituïcyten en lichaampjes van Herring bevat.
- Het infundibulum, ook wel hypofysesteel genoemd, die als een soort brug fungeert tussen de hypothamalus en de hypofyse.
- De eminentia mediana, die maar af en toe als een deel van de neurohypofyse wordt beschouwd.

Soms wordt ook de pars intermedia tot de neurohypofyse gerekend.

## Afgescheiden hormonen
| Hormoon                               | Andere benamingen                                           | Symbool/Symbolen | Doel                    | Effect                                                                                              | Bron                                              |
| ------------------------------------- | ----------------------------------------------------------- | ---------------- | ----------------------- | --------------------------------------------------------------------------------------------------- | ------------------------------------------------- |
| Oxytocine                             | -                                                           | OT               | Baarmoeder, melkklieren | Samentrekking van de baarmoeder; lactatie                                                           | Nucleus supraopticus en nucleus paraventricularis |
| Vasopressine (antidiuretisch hormoon) | Arginine-vasopressine, argipressine, antidiuretisch hormoon | VP, AVP, ADH     | Nieren of arteriolen    | Stimuleert vochtretentie door verhoogde renale waterreabsorptie; zorgt voor een stijgende bloeddruk | Nucleus supraopticus en nucleus paraventricularis |